# المدير الأعلى لمقاطعات ريو دي لا بلاتا المتحدة
المدير الأعلى لمقاطعات ريو دي لا بلاتا المتحدة (بالإسبانية: Director Supremo de las Provincias Unidas del Río de la Plata)‏ كان لقبا يُمنح للمسؤولين التنفيذيين لمقاطعات ريو دي لا بلاتا المتحدة وفقًا لشكل الحكومة الذي أنشأتها جمعية السنة الثالثة عشر. كان من المقرر أن يمارس المدير الأعلى السلطة لمدة عامين.
كانت الجمعية تأمل في مواجهة الملكيين، الذين شجعهم الخلاف الداخلي داخل الفصيل الوطني. ولمنع إساءة استخدام السلطة، سيتم دمج الإدارة مع مجلس دولة مكون من تسعة أعضاء، وسيُطلب منها الرد على الكونغرس المخوّل بتنفيذ التشريع.
بالنسبة للتأريخ الليبرالي التقليدي، الذي تجسد في أعمال بارتولومي ميتر، أدت تداعيات حل الحكومة المركزية إلى فوضى عشرينيات القرن التاسع عشر. حتى عام 1826 لم يكن هناك أي سلطة مركزية بين مقاطعات الأرجنتين.

## قائمة المدراء
| تولى منصبه      | ترك المكتب      | المدير الأعلى                  | المدير الأعلى               | المرجع. |
| --------------- | --------------- | ------------------------------ | --------------------------- | ------- |
| يناير 31, 1814  | يناير 15, 1815  | Gervasio Antonio de Posadas !  | جيرفاسيو أنطونيو دي بوساداس | [ 1 ]   |
| يناير 15, 1815  | أبريل 15, 1815  | Carlos María de Alvear !       | كارلوس ماريا دي ألفير       | [ 2 ]   |
| أبريل 18, 1815  | أبريل 20, 1815  | Juan José Viamonte !           | خوان خوسيه فيامونتي         | [ 3 ]   |
| أبريل 20, 1815  | أبريل 20, 1815  | José Rondeau !                 | خوسيه روندو                 | [ 4 ]   |
| أبريل 20, 1815  | أبريل 17, 1816  | Ignacio Álvarez Thomas !       | اجناسيو ألفاريز توماس       | [ 5 ]   |
| أبريل 17, 1816  | يوليو 12, 1816  | Antonio González de Balcarce ! | أنطونيو غونزاليس دي بالكارس | [ 6 ]   |
| مايو 3, 1816    | يونيو 9, 1819   |                                | خوان مارتين دي بويريدون     | [ 7 ]   |
| يونيو 9, 1819   | فبراير 11, 1820 | José Rondeau !                 | خوسيه روندو                 | [ 8 ]   |
| فبراير 11, 1820 | فبراير 16, 1820 | Juan Pedro Aguirre !           | خوان بيدرو أغيري            | [ 9 ]   |